# Trisetum bifidum
Trisetum bifidum är en gräsart som först beskrevs av Carl Peter Thunberg, och fick sitt nu gällande namn av Jisaburo Ohwi. Trisetum bifidum ingår i släktet glanshavren, och familjen gräs. Inga underarter finns listade i Catalogue of Life.

## Bildgalleri

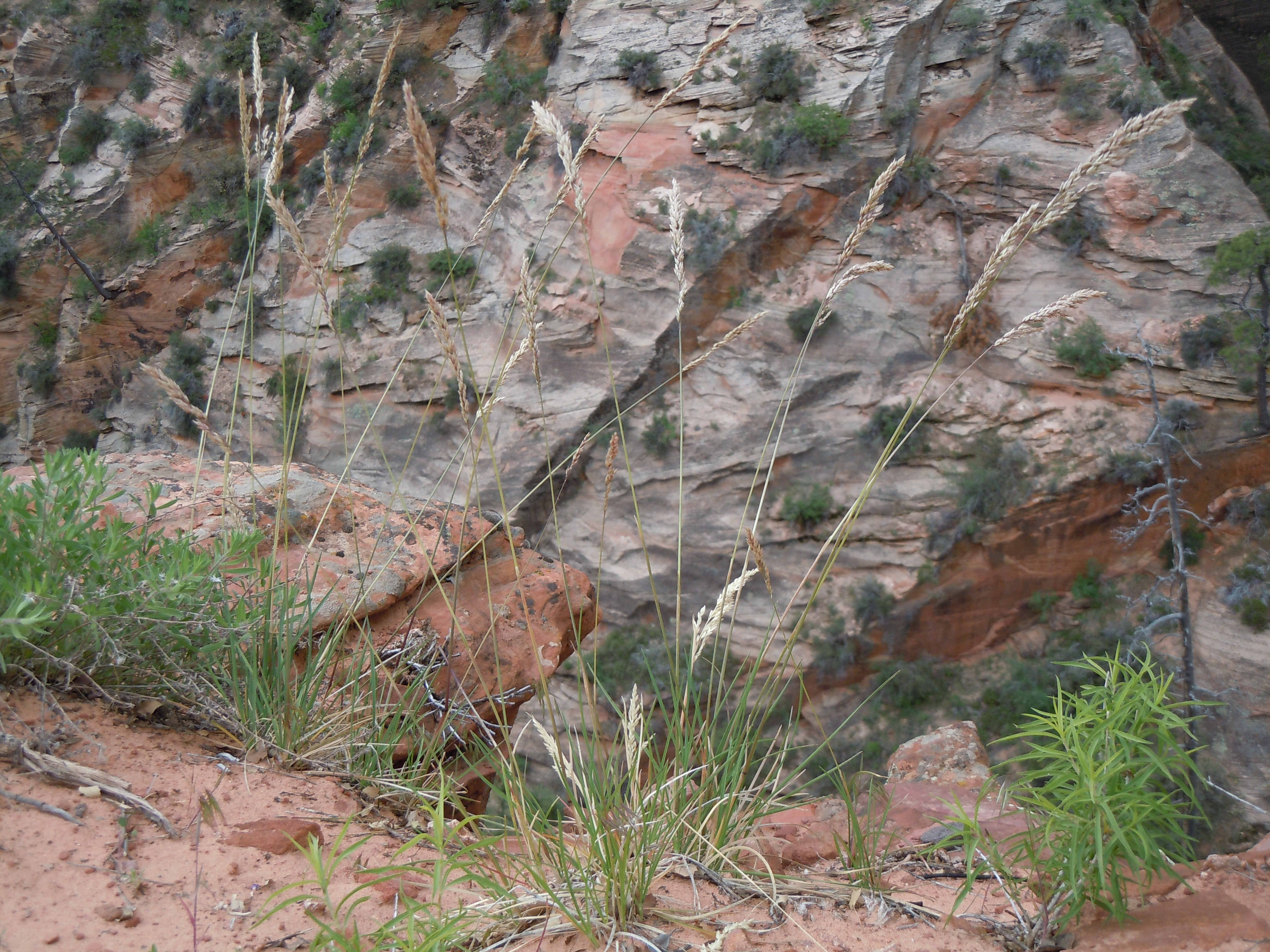